# Palladium-reeks
De Palladium-reeks is een serie van 18 bibliofiele boeken uitgegeven door Hijman, Stenfert Kroese & Van der Zande in Arnhem. De uitgeverij werd opgericht in 1919, en al in 1920 werd er met de Palladium-reeks begonnen. De teksten werden aangeleverd door de letterkundigen J. Greshoff en Jan van Nijlen; de tekstbezorging en typografie waren van de jeugdige J. van Krimpen, die zo voortborduurde op vijf eerder (1917-1920) door hem privé uitgegeven boekjes. De serie is genoemd naar een beeld uit de klassieke mythologie, het palladion.
1, Sonnetten van Albert Besnard (1917)
Druk: G.J. van Amerongen & Co. 27 bladzijden - Uitgegeven in eigen beheer door J. van Krimpen. - Boekverzorging: J. van Krimpen. - Letter: Hollandse Mediaeval. - Tussentitel door J. van Krimpen. - Oplage: 75 ongenummerde exx. op Engels van Whatman
2, Ontmoetingen van Johan Gustaaf Danser (1917)
Druk: G.J. van Amerongen & Co. 29 bladzijden - Boekverzorging: J. van Krimpen. - Letter: Hollandse Mediaeval. Opdracht in rood. - Tussentitel, door J. van Krimpen, in rood. - Oplage: 75 exx; 1 ex. op Japans; 3 exx. op Engels van Whatman; 71 exx. op Hollands
3, Een nieuw Carthago van Jacob Israël de Haan
Druk: G.J. van Amerongen & Co. 39 bladzijden - Boekverzorging: J. van Krimpen. - Letter: Hollandse Mediaeval. - Tussentitel en initiaal, door J. van Krimpen, in rood. - Oplage 220 exx. op Haesbeek; I-XX niet in de handel; 200 exx. ongenummerd
4, Pierrot aan de lantaarn van Martinus Nijhoff (1919)
Druk: G.J. van Amerongen & Co. 26 bladzijden - Boekverzorging: J. van Krimpen. - Letter: Hollandse Mediaeval. - Begintitel, door J. van Krimpen, in rood. - Oplage: 130 exx. op Haesbeek
5, In den stroom: gedichten van H.W.J.M. Keuls
Druk: G.J. van Amerongen & Co. 86 bladzijden - Boekverzorging: J. van Krimpen. - Letter: Hollandse Mediaeval. - Tussentitel, door J. van Krimpen, in rood. - Oplage: 200 exx. op Haesbeek.

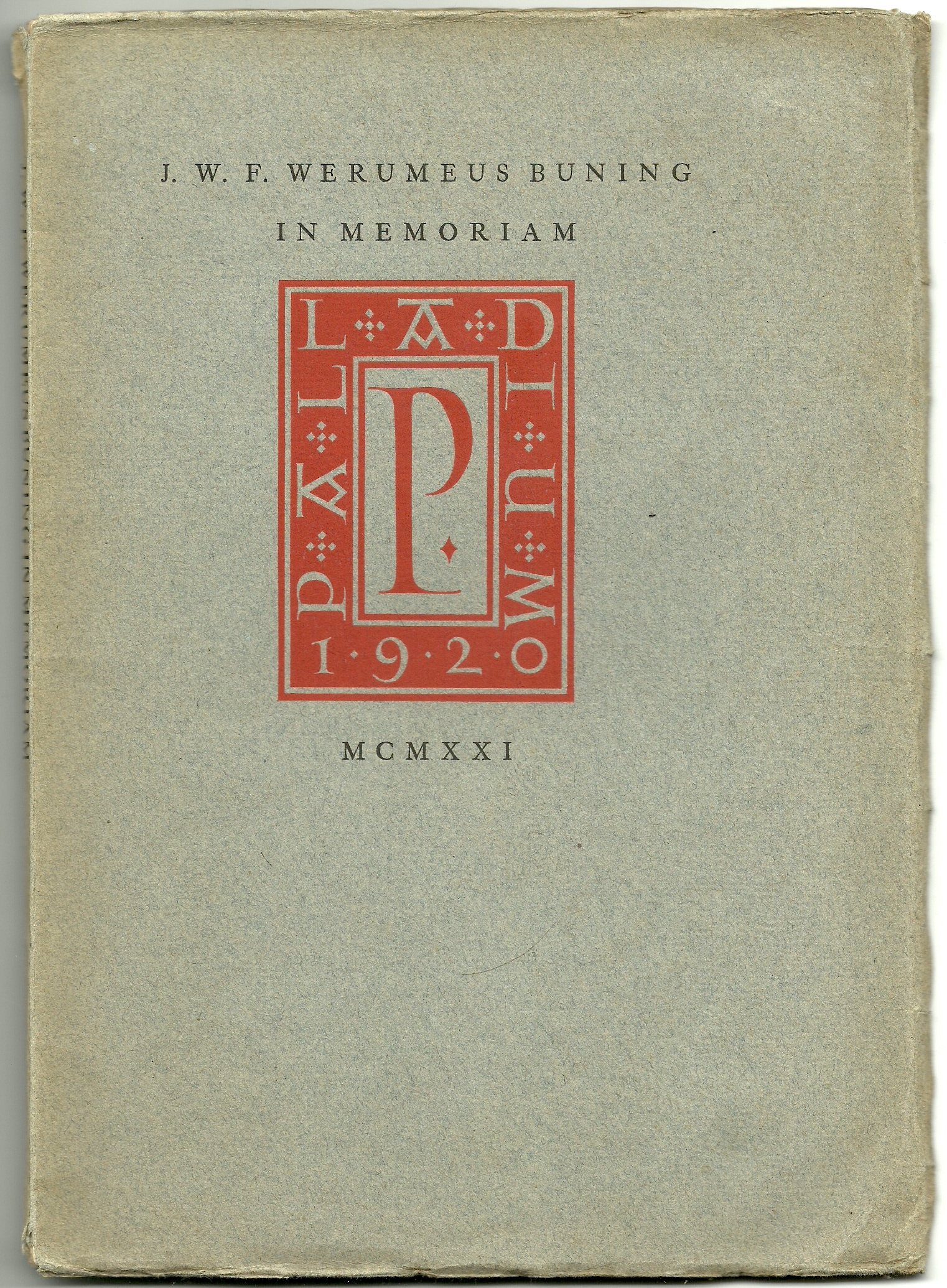
Voorbeeld van een omslag

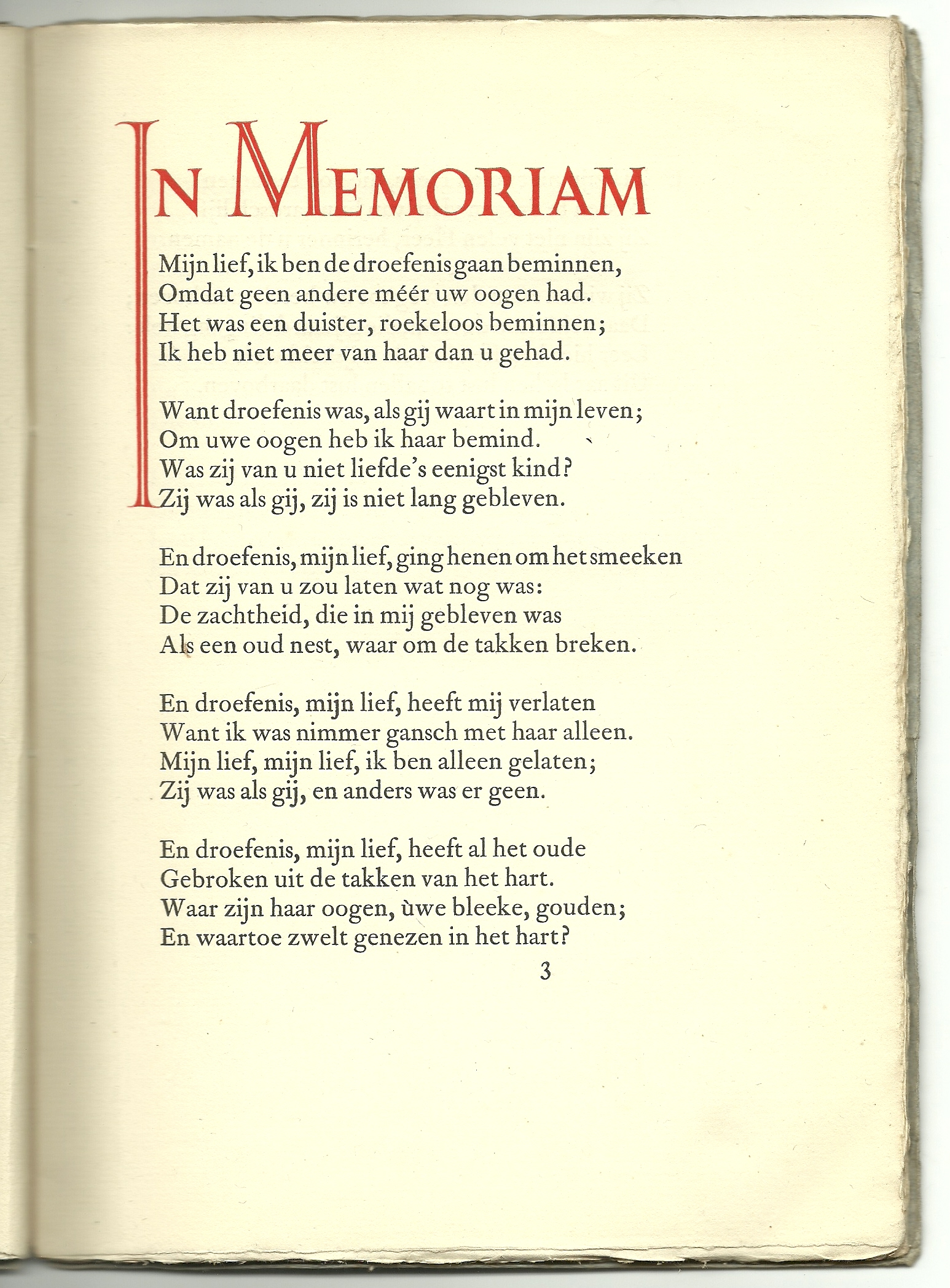
Initialen op de eerste tekstpagina van In Memoriam van J.W.F. Werumeus Buning

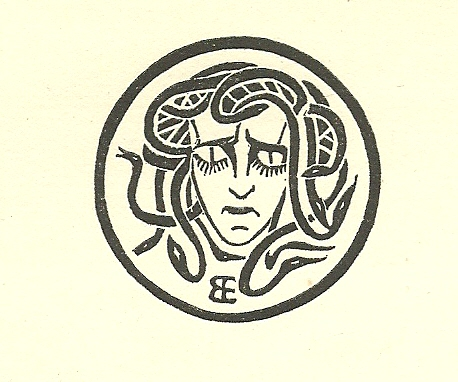
Medusakop getekend door Bernard Essers, soms gebruikt als vignet onder het colofon

De naam 'Prae-Palladium-reeks' werd pas veel later aan deze reeks gegeven. 

## Voorgeschiedenis
In 1910 was Greshoff met de dichters J.C. Bloem en P.N. van Eyck een kleine uitgeverij begonnen, de De Zilverdistel genaamd. Jan van Krimpen, die in 1912 pas klaar was met zijn opleiding aan de kunstacademie, schreef 16 juni 1914 een zeer kritisch stuk in de "Amsterdammer", waarin hij nogal wat kritiek over de Zilverdistel te berde bracht. Dat kwam aan, en als gevolg daarvan werden Bloem en Greshoff vervangen werden door J.F. van Royen, algemeen secretaris van het hoofdbestuur van de PTT. Van Royen bouwde de Zilverdistel uit tot de eerste echte "private press" van Nederland.
Van Royen liet zelfs twee nieuwe lettertypen ontwerpen voor de Zilverdistel. Een van de dingen, waartegen Van Krimpen grote bezwaren had, was het gebruik van een ijzeren handpers of bovendegel. Hij noemde dat "bibliofiel snobbisme", boekkunst moest democratisch zijn. S.H. de Roos, die een van de letters voor Van Royen zou ontwerpen, gaf Van Krimpen binnen enkele dagen al repliek: het bevorderen van de Nederlandse boekkunst? Dan was enige studie en kennis zeer aan te bevelen.
Op deze manier leerde Van Krimpen Van Royen kennen, die hem later zou vragen om de belettering te verzorgen voor vele postzegels. Met Greshoff sloot Van Krimpen vriendschap, en hij zou datzelfde jaar samen met Greshoff naar Leipzig gaan om de boek-grafische kunstbeurs BUGRA te bezoeken. Een internationale tentoonstelling over typografische kunst. Via Van Krimpen leerde Greshoff ook Aty Brunt kennen, de zus van Nini Brunt, van Krimpens vriendin. In 1916 trouwden de beide paren. Pas na de geboorte van Huib van Krimpen in 1917, startte Jan van Krimpen met zijn eigen reeks, die later de naam Prae-Palladium zou krijgen.

## Palladium
In 1920 verscheen dan het eerste boek van de serie in de Palladium-reeks, A. Roland Holsts Deirdre en de Zonen van Usnach met een houtsnede van Bernard Essers in een oplage van 205 exemplaren, gezet met de voor de meeste boeken van de Palladium-reeks kenmerkende ronde, achttiende-eeuwse Engelse letter Caslon. Even kenmerkend is het omslag van dit boek, een blauwgrijs Ingres-achtig papier, zeer waarschijnlijk op een handpers gedrukt op vochtig gemaakt papier. De afdrukken hebben vrij veel 'moet': doordat de letter zich diep in het papier perst ontstaat een voelbaar reliëf.
Aan de bladspiegel is veel aandacht besteed, waarbij veelvuldig gebruik is gemaakt van de gulden snede, bijvoorbeeld voor de plaatsing van het pagina-cijfer en de verhoudingen van het marge-wit rond de tekst. 
Na Deirdre gebruikte Van Krimpen voor Palladium geen illustraties meer, alleen het door hemzelf getekende typografische uitgeversmerk voor de omslagen en een beeldmerk in de vorm van een Medusakop, getekend door Bernard Essers. De enige andere versiering bestond uit de door Van Krimpen getekende en in rood gedrukte initialen. 
De voornaamste kenmerken van de Palladium-reeks zijn de 'typographie pure', de blauwgrijze omslagen, vaak met overstekende randen (waardoor de boeken nogal slijtgevoelig zijn), de druk in zwart en rood met gewoonlijk de Caslon-letter op zwaar gevergeerd, niet afgesneden papier, in een doorgaans niet genummerde oplage van zo'n 150-200 exemplaren.

## Overzicht
1, Deirdre en de Zonen van Usnach A. Roland Holst (1920)
Initialen: J. van Krimpen; frontispice en cul-de-lampe in houtsnede: B. Essers
Gedrukt bij: Van Scherpenzeel& Co, 's Gravenhage, 67 bladijden, Oplage: 205 exx,
2, De zwerver spreekt en andere gedichten Jan Veth (1920)
Inleiding door Willem Kloos.
Seriemerk Palladium, door B. Essers, in colofon. Letter: Caslon. Titel, tussentitel en initiaal door J. van Krimpen, initiaal en tussentitel in rood.
Gedrukt bij Van Scherpenzeel & Co te 's Gravenhage. 45 bladzijden, Oplage: 300 exx. op Haesbeek.
3, De ar. Een berijmd verhaal Jac. van Looy (1920)
Het Berijmde Verhaal DE AR is de tweede der Nieuwe Bjlagen tot de Wonderlijke Avonturen van Zebedeus. Het is gedrukt voor PALLADIUM, in een exempleren, onder leiding van J. van Krimpen Bij Van Scherpenzeel & Co te 's Gravenhage. Uitgegeven te Arnhem bij Hijman, Stenfert Kroese & van der Zande.
Begintitel, door J. van Krimpen, in rood. Seriemerk Palladium, door B. Essers, in colofon. Letter: Caslon. 25 bladzijden, papier: Haesbeek.
4, In Memoriam J.W.F. Werumeus Buning (1921)
Gedrukt bij: G. J. van Amerongen & Co, te Amersfoort. Seriemerk Palladium, door B Essers, in colofon. Ander seriemerk Palladium, door J. van Krimpen, in rood op omslag. Letter: Caslon. Begintitel en initiaal, door J. van Krimpen, in rood. Oplage: 150 exx. op Hollands van Pannekoek met watermerk Palladium.
5, De Duytse Lier van Jan Luyken (1921)
Druk: G.J. van Amerongen & Co, in de Caslon, 121(1) bladzijden, Seriemerk Palladium, door B. Essers, in colofon. Ander seriemerk Palladium, door J. van Krimpen, in rood op omslag. Letter: Caslon. Kopjes en eindregel in rood. Colofon in zwart en rood. Tussentitel, door J. van Krimpen, in rood.
Oplage: 200 exx. op Hollands van Pannekoek met het watermerk Palladium, eerste boek met blauwe omslag.
6, Laethemsche brieven over de lente aan Adolf Herckenrath, Karel van de Woestijne (1921)
Gedrukt bij: G. J. van Amerongen & Co, te Amersfoort. 67+9 bladzijden, Nieuw seriemerk Palladium, door J. van Krimpen, in rood in colofon. Ander seriemerk Palladium, door J. van Krimpen, in rood op omslag. Letter: Caslon. Tussentitel en initialen, door J. van Krimpen, in rood. Oplage 200 exx. op Hollands van Pannekoek met watermerk Palladium.
7, Safija van Arthur van Schendel (1922)
Gedrukt bij: G. J. van Amerongen & Co, te Amersfoort. 52 bladzijden, Seriemerk Palladium, door J. van Krimpen, in rood in colofon. Ander seriemerk Palladium, door J. van Krimpen, in rood op omslag. - Letter: Caslon. Eindregel in rood. - Begintitel en initialen, door J. van Krimpen, in rood. - Oplage: 200 exx. op Hollands van Pannekoek met watermerk Palladium.
8, Inkeer P.N. van Eyck (1922)
Druk: G.J. van Amerongen & Co, 21 bladzijden, Seriemerk Palladium, door J. van Krimpen, in rood in colofon. Ander seriemerk Palladium, door J. van Krimpen, in rood op omslag. Letter: Caslon. Nummering in de marge in rood. Titel (begintitel), door J. van Krimpen, in rood. Oplage: 150 exx. op Hollands van Pannekoek met watermerk Palladium.
9, Overpeinzingen van een bramenzoeker R.N. Roland Holst
Druk: G.J. van Amerongen & Co, in de Caslon, 124 bladzijden, Seriemerk Palladium, door J. van Krimpen, in rood op omslag. Letter: Caslon. Deeltitels in rood. Initialen, door J. van Krimpen, in rood. Oplage: 150 exx. op Hollands van Pannekoek met watermerk Palladium.
10, Berbke van Frans Erens
Druk: G.J. van Amerongen & Co. 39 bladzijden, Seriemerk Palladium, door J. van Krimpen, in rood op omslag. - Letter: Caslon. - Begintitel en initialen, door J. van Krimpen, in rood. Oplage: 155 exx.; 150 exx. op Hollands van Pannekoek, met watermerk Palladium; 5 exx. op perkament.
11, Sonnetten van P.C. Hooft (1923)
Druk: G.J. van Amerongen & Co. 63 bladzijden, oplage: 150 exx. op Hollands van Pannekoek met watermerk Palladium.
Omslagtitel: Sonnetten van den heere Pieter C. Hooft, drost te Muyden, baljuw van Goeylandt, &c,
[Texten vastgesteld en nagezien door Jan van Krimpen.]
Seriemerk Palladium, door J. van Krimpen, in rood op omslag. Letter: Caslon. Citaat, kopjes, margetekst en tekst onder aan de sonnetten in rood. Tussentitel, door J. van Krimpen, in rood.
12, Het aangezicht der aarde van Jan van Nijlen (1923)
Druk: G.J. van Amerongen en Co., Amersfoort, 47 bladzijden, Seriemerk Palladium, door J. van Krimpen, in rood in colofon. Ander seriemerk Palladium, door J. van Krimpen, in rood op omslag. Letter: Caslon. Tussentitel, door J. van Krimpen, in rood. Oplage: 150 exx. op Hollands van Pannekoek met watermerk Palladium.
13, De bloei en enkele andere gedichten van Albert Besnard (1923)
Druk: G.J. van Amerongen en Co. 15 bladzijden, Seriemerk Palladium, door J. van Krimpen, in rood op omslag. Letter: Caslon. Titel (tussentitel), door J. van Krimpen in rood. Oplage: 150 exx. Papier: Hollands van Pannekoek met watermerk Palladium.
14, De Ceder van Jan Greshoff, (1924)
Druk: G.J. van Amerongen en Co. 22 bladzijden, Seriemerk Palladium, door J. van Krimpen, in rood op omslag. Letter: Caslon. Citaat, margetekst, kopjes en gedrukte opdracht in rood. Tussentitel, door J. van Krimpen, in rood. Oplage: 160 exx. op Hollands van Pannekoek met watermerk Palladium.
15, Idylle André Jolles (1924)
Druk: G.J. van Amerongen & Co. 27 bladzijden, Seriemerk Palladium, door J. van Krimpen, in rood op omslag. Letter: Caslon. Rolverdeling, pagina met regie-aanwijzingen, personage-aanduidingen en eindregel in rood. - Begintitel en initialen door J. van Krimpen, begintitel in rood. Oplage: 150 exx., bovendien 10 exx. voor de pers, op Hollands van Pannekoek met watermerk Palladium.
16, Enkele gedichten J.W.F. Werumeus Buning (1924)
Druk: G.J. van Amerongen & Co. 23bladijden, Seriemerk Palladium, door J. van Krimpen, in rood op omslag. Letter: Caslon. Kopjes in de marge in rood. Initialen, door J. van Krimpen, in rood. Oplage: 160 exx. op Hollands van Pannekoek met watermerk Palladium.
17, Madonna in tenebris H. van Elro (1925)
H. van Elro pseud. van Roelof Martinus Frederik Houwink
Druk: Op de handpers van Joh. Enschedé en Zonen o.l.v. J. van Krimpen. 15(1) bladzijden, oplage 160 exx.
18, Penthesileia van Marsman (1925)
Gedrukt bij: Johan Enschedé & Zonen Haarlem op de handpers. 15 bladzijden, Oplage: 160 exx.
19, Narrenwijsheid van J.C. van Schagen (1925)
Gedrukt bij: Johan Enschedé & Zonen Haarlem  op de handpers. 31 bladzijden, Seriemerk Palladium, door J. van Krimpen, in rood op omslag. Letter: Caslon. Begintitel, door J. van Krimpen, in rood. Oplage: 160 exx. op Hollands van Pannekoek met watermerk Palladium.
20, Het zatte hart van Karel van de Woestijne (1926)
Gedrukt bij: Johan Enschedé & Zonen Haarlem op de handpers. 32 bladzijden. Seriemerk Palladium, door J. van Krimpen, in rood op omslag. Letter: Lutetia. Deeltitels en ornamentje in rood. Titel (tussentitel) en initialen, door J. van Krimpen, in rood.
Oplage: 190 exx; 30 exx. op Japans voor de auteurs en de uitgevers van Palladium, niet in de handel; 160 exx. op Hollands met watermerk Palladium, waarvan 120 exx. in de handel,
21, Clair Obscur van J. Slauerhoff (1926)
Twee losbladige katernen in omslag. Onder leiding van Jan van Krimpen gedrukt door Joh. Enschedé en Zonen te Haarlem
29 bladzijden,
21a, Saturnus en Clair Obscure van J. Slauerhoff, (1930) 
In 1930 werd er door dezelfde uitgeverij nog een tweede uitgave uitgebracht, met gedichten uit Clair Obscure gecombineerd met de gedichtenreeks Saturnus.
Gedrukt bij G.J. Van Amerongen, Arnhem, 55 bladzijden, Typografie en uiterlijk wijken af van de Palladium-reeks.
Alleen op aanvraag ter inzage op de KB te Den Haag.